# Tercera categoria del Campionat de Catalunya de futbol 1929-1930
Resultats de la lliga de Tercera categoria del Campionat de Catalunya de futbol 1929-1930.

## Sistema de competició
Aquesta temporada es creà una competició anomenada Lliga Amateur (o Campionat de Catalunya Amateur), per a clubs no professionals, amb la idea inicial de reemplaçar la Segona Categoria Ordinària, però molts clubs d'aquesta categoria no hi van voler ingressar i finalment es disputaren ambdues competicions.

## Segona Categoria Ordinària
El tercer nivell del Campionat de Catalunya de futbol fou anomenat enguany Segona Categoria Ordinària i s'organitzà seguint criteris regionals amb equips de les províncies de Barcelona i Tarragona.
Els equips de Barcelona es repartiren en quatre grups:
- Grup A: US Poble Nou, UA d'Horta, US Atlètic Fortpienc, FC Artiguenc-Llevant i FC Adrianenc.
- Grup B: Granollers SC, Mollet SC, FC Ripollet i Vic FC.
- Grup C: FC Güell, FC Santfeliuenc, CD Torrassenc, Catalunya de Les Corts SC i Atlètic Club Turó.
- Grup D: US Vilafranca, CD Sitges, FC Noia, Vendrell i FC Vilafranca.

Els guanyadors de cada grup foren UA d'Horta, Granollers SC, Atlètic Club Turó i FC Vilafranca. Aquests quatre equips s'enfrontaren en el Torneig de campions de grup per decidir el campió provincial de Barcelona de la categoria. La Unió Atlètica d'Horta se'n proclamà. La classificació final fou:

| Pos | Equip             | PJ | Pts |
| --- | ----------------- | -- | --- |
| 1   | UA Horta (C)      | 6  | 8   |
| 2   | Granollers SC     | 6  | 7   |
| 3   | FC Vilafranca     | 6  | 6   |
| 4   | Atlètic Club Turó | 6  | 3   |

Els equips de Tarragona formaren un sol grup:
- Grup Tarragona: Reus Deportiu, Catalunya Nova (de Reus), Tarragona FC i Atlètic Vallenc.

Aquesta lligueta, però, no es va arribar a iniciar degut a la demora dels clubs a l'hora d'entregar la documentació necessària a la Federació. En el seu lloc s'improvisà una competició conjunta entre les demarcacions tarragonina i lleidatana:
- Campionat Interprovincial Tarragona-Lleida: Reus Deportiu, Catalunya Nova (de Reus), Tarragona FC, CF Amposta i FC Lleida.

El Tarragona FC es proclamà campió provincial de Tarragona de la categoria.

## Lliga Amateur
La primera edició de la Lliga Amateur va tenir dues categories. La primera categoria fou formada per diversos grups de Barcelona, Girona i Lleida.
- Barcelona: Diversos grups, participaren equips com UE Vicentina, Sant Cugat, Sarrianenc, Atlètic Cornellà, CO Aragonès, Barcanona, UE Poble Sec, Montcada, Hostafrancs, Popular d'Arenys, Català, Margarit, Americà, Hospitalet, Mercantil o Sporting Martinenc. Fou campió la UE Poble Sec.[13]
- Grup de Girona: Palamós SC, L'Escala FC, Unió Sportiva de Figueres, CD Cassà, CD Farners i Olot FC. La Unió Sportiva de Figueres es proclamà campiona.[7]
- Grup de Lleida: FC Tàrrega, Català de Cervera, SC Mollerussa, Igualada, FC Borges i CF Balaguer. El FC Tàrrega es proclamà campió.

La UD Girona i el FC Lleida no participaren en els campionats de Girona i Lleida, ja que no pertanyien a la categoria amateur.
El campió amateur de Catalunya fou la Unió Sportiva Figueres, en vèncer a la semifinal al Tàrrega i a la final el Poble Sec.
Semifinals
| Tàrrega SC | 0 - 0 | US Figueres |
| ---------- | ----- | ----------- |
|            |       |             |

| US Figueres | 4 - 0 | Tàrrega SC |
| ----------- | ----- | ---------- |
|             |       |            |

Final
| UE Poble Sec | 1 - 2 | US Figueres |
| ------------ | ----- | ----------- |
|              |       |             |

| US Figueres | 2 - 1 | UE Poble Sec |
| ----------- | ----- | ------------ |
|             |       |              |

La US Figueres es proclamà campiona de la Lliga Amateur. No obstant, paral·lelament es jugaren unes eliminatòries per decidir el representant català al Campionat d'Espanya Amateur, que alguns diaris anomenaven Campionat de Catalunya Amateur. En la final el US Atlètic Fortpienc derrotà la US Figueres (2-2, 1-0, partits jugats el 20 i 23 d'abril a Barcelona).

## Torneig de Classificació
Els tres millors clubs de Barcelona (Horta, EC Granollers i FC Vilafranca), juntament amb la UD Girona, el FC Tarragona i el FC Lleida disputaren la lligueta per decidir els clubs que disputarien la promoció d'ascens (anomenat Torneig de Classificació). El Granollers SC es proclamà campió.
El FC Tarragona es retirà de la competició abans que finalitzés. Inicialment la classificació final fou: EC Granollers 15 punts, FC Vilafranca 13 punts, FC Lleida 10 punts, UA d'Horta 10 punts, UD Girona 9 punts i FC Tarragona 1 punt. Però a causa de la retirada del Tarragona, la Federació decidí treure tots els punts al club i assignar-los als rivals. Per aquest motiu l'Horta guanyà un punt (de l'empat amb el Tarragona) i li prengué la plaça al Lleida, que inicialment havia finalitzat tercer.
| Pos | Equip             | PJ | Pts |
| --- | ----------------- | -- | --- |
| 1   | Granollers SC (O) | 10 | 17  |
| 2   | FC Vilafranca (O) | 10 | 13  |
| 3   | UA Horta (O)      | 10 | 11  |
| 4   | FC Lleida         | 10 | 10  |
| 5   | UD Girona         | 10 | 9   |
| 6   | FC Tarragona      | 10 | 0   |

## Torneig de Promoció
Granollers, Vilafranca i Lleida es classificaren inicialment per disputar la promoció d'ascens a Segona Categoria Preferent (Torneig de Promoció). Finalment, però, fou l'Horta qui la disputà en perjudici del Lleida. Els tres clubs classificats disputaren la promoció als tres pitjors clubs de segona (Santboià, Gimnàstic i Manresa).
La competició es jugà en sis jornades on els clubs de categoria superior s'enfrontaren només als clubs de categoria inferior a doble volta (anada i tornada).

| Pos | Equip                | PJ | PG | PE | PP | GF | GC | DG  | Pts | Classificació |
| --- | -------------------- | -- | -- | -- | -- | -- | -- | --- | --- | ------------- |
| 1   | Granollers SC (O, P) | 6  | 4  | 1  | 1  | 14 | 12 | +2  | 9   | Ascens a 2a   |
| 2   | UA Horta (O, P)      | 6  | 4  | 0  | 2  | 16 | 10 | +6  | 8   | Ascens a 2a   |
| 3   | FC Santboià (O)      | 6  | 3  | 1  | 2  | 15 | 14 | +1  | 7   | Roman a 2a    |
| 4   | CE Manresa           | 6  | 2  | 1  | 3  | 19 | 14 | +5  | 5   | Roman a 2a    |
| 5   | Club Gimnàstic       | 6  | 2  | 0  | 4  | 11 | 13 | −2  | 4   | Roman a 2a    |
| 6   | FC Vilafranca (P)    | 6  | 1  | 1  | 4  | 11 | 23 | −12 | 3   | Ascens a 2a   |

| Anada   | Anada       | Anada                  | Anada    |
| Jornada | Data        | Local - Visitant       | Resultat |
| ------- | ----------- | ---------------------- | -------- |
| 1       | 29 jun 1930 | Manresa - Granollers   | 2-3      |
| 1       | 29 jun 1930 | Santboià - Vilafranca  | 5-1      |
| 1       | 29 jun 1930 | Horta - Gimnàstic      | 4-1      |
| 2       | 6 jul 1930  | Horta - Santboià       | 2-0      |
| 2       | 6 jul 1930  | Granollers - Gimnàstic | 0-1      |
| 2       | 6 jul 1930  | Vilafranca - Manresa   | 3-3      |
| 3       | 13 jul 1930 | Santboià - Granollers  | 2-2      |
| 3       | 13 jul 1930 | Manresa - Horta        | 4-2      |
| 3       | 13 jul 1930 | Gimnàstic - Vilafranca | 4-2      |
|         |             |                        |          |

| Tornada | Tornada     | Tornada                | Tornada  |
| Jornada | Data        | Local - Visitant       | Resultat |
| ------- | ----------- | ---------------------- | -------- |
| 4       | 20 jul 1930 | Granollers - Manresa   | 3-1      |
| 4       | 20 jul 1930 | Vilafranca - Santboià  | 2-3      |
| 4       | 20 jul 1930 | Gimnàstic - Horta      | 1-3      |
| 5       | 25 jul 1930 | Santboià - Horta       | 3-2      |
| 5       | 25 jul 1930 | Gimnàstic - Granollers | 4-1      |
| 5       | 25 jul 1930 | Manresa - Vilafranca   | 8-0      |
| 6       | 27 jul 1930 | Granollers - Santboià  | 5-2      |
| 6       | 27 jul 1930 | Horta - Manresa        | 3-1      |
| 6       | 27 jul 1930 | Vilafranca - Gimnàstic | 3-0      |
|         |             |                        |          |

Granollers SC, UA d'Horta i FC Santboià assoliren les tres places en joc. Posteriorment, amb l'ampliació de la categoria de 12 a 15 clubs, CE Manresa, Gimnàstic de Tarragona i FC Vilafranca també hi ingressaren.